# Чемпіони (фільм, 2023)
«Чемпіони» (англ. Champions) — американська спортивна комедійна драма 2023 року, знята режисером-дебютантом Боббі Фарреллі за сценарієм Марка Ріццо, Хав'єра Фессера, Давида Маркеса. Це англомовний ремейк однойменного іспанського фільму (ісп. Campeones) 2018 року. У фільмі Вуді Гаррельсон грає темпераментного баскетбольного тренера нижчої ліги (англ. NBA G League), який після арешту та призначення громадських робіт повинен тренувати команду гравців «Друзі» (англ. Friends) із вадами інтелекту. У головних ролях також знімалися: Кейтлін Олсон, Ерні Гадсон і Чіч Марін.
Компанія Focus Features випустила фільм «Чемпіони» в прокат у США 10 березня 2023 року; він зібрав $19 млн та отримав неоднозначні відгуки критиків.

## Акторський склад
- Вуді Гаррельсон — Маркус Маракович, баскетбольний тренер Джі-Ліги
- Кейтлін Олсон — Алекс, сестра Джонні та кохання Маркуса
- Метт Кук — Сонні, помічник тренера
- Ерні Гадсон — Філ Перретті, тренер і друг Маркуса
- Чіч Марін — Хуліо, менеджер центру відпочинку, де тренуються «Друзі»
- Майк Сміт — адвокат Мак-Герк
- Скотт Ван Пелт
- Джален Роуз
- Шон Каллен

### Команді «Друзі»
- Медісон Тевлін — Косентіно
- Джошуа Фелдер — Даріус
- Кевін Яннуччі — Джонні
- Ештон Ганнінг — Коді
- Меттью фон дер Ахе — Крейґ
- Том Сінклер — Блер
- Джеймс Дей Кіт — Бенні
- Алекс Гінц — Артур
- Кейсі Меткалф — Марлон
- Бредлі Іденс — «Шоутайм»

## Виробництво
Фільм знімали кінокомпанії Gold Circle Films та Seven Deuce Entertainment. Основні зйомки проходили у Вінніпезі, провінція Манітоба, Канада, з листопада по грудень 2021 року. Акторів для масовки шукали за допомогою кастингу через некомерційну організацію St. Amant, що працює із жителями Манітоби, які мають вади розвитку та аутизм.

## Випуск
Прем'єра фільму відбулася у кінотеатрі AMC (англ. American Multi-Cinema) в Лінкольн-сквер, Мангеттен, Нью-Йорк, 27 лютого 2023 року.
У широкий американський кінопрокат компанія Focus Features мала випустити «Чемпіонів» 24 березня 2023 року разом із фільмом Lionsgate «Джон Уік 4», але в січні 2023 року дату виходу перенесли на 10 березня.
Початок прокату в Україні — 9 березня 2023 року. Українською мовою фільм озвучений студією «15K3» на замовлення медіасервісу Megogo у 2024 році.
У цифровому форматі фільм випущений 28 березня, реліз на Blu-ray та DVD відбувся 2 травня.

## Сприйняття

### Касові збори
У Північній Америці (США та Канада) «Чемпіони» зібрали $16,4 млн, загалом у світі — $19,2 млн.
У Північній Америці «Чемпіони» вийшли разом із фільмом жахів «Крик 6» та науково-фантастичним трилером «65» і, за прогнозами, зібрали близько $5 млн у 3030 кінотеатрах у перші вихідні; у перший день фільм заробив $1,8 мільйона. Далі він дебютував до $5,2 млн, фінішувавши на сьомому місці. Фільм заробив $3 млн за другий вікенд, посівши восьме місце.

### Відгуки критиків
На вебсайті агрегатора рецензій Rotten Tomatoes 59 % зі 128 відгуків критиків є позитивними із середньою оцінкою 5,8/10. Консенсус вебсайту говорить: «Хоча очевидні спроби підняти настрій часто мають поблажливий вигляд, „Чемпіони“ — це досить привітна комедія з кількома талановитими зірками». Metacritic поставив фільму середньозважену оцінку 50 зі 100 на основі 34 критиків, вказуючи на «змішані або середні» рецензії. Аудиторія, опитана CinemaScore, поставила фільму середню оцінку «А» за шкалою від A+ до F, тоді як представники PostTrak дали йому 83 % позитивної оцінки, а 66 % сказали, що однозначно рекомендують його.